# Goszczewice
Goszczewice – wieś w Polsce położona w województwie mazowieckim, w powiecie radomskim, w gminie Przytyk. Ma status sołectwa.
Prywatna wieś szlachecka Gościszowice, położona była w drugiej połowie XVI wieku w powiecie radomskim województwa sandomierskiego. W latach 1954–1959 wieś należała i była siedzibą władz gromady Goszczewice, po jej zniesieniu w gromadzie Wrzos. W latach 1975–1998 miejscowość administracyjnie należała do województwa radomskiego.
Wierni Kościoła rzymskokatolickiego należą do parafii św. Wawrzyńca we Wrzosie.